# L'últim bucaner
 L'últim bucaner (títol original en anglès: Last of the Buccaneers) és una pel·lícula estatunidenca dirigida per Lew Landers el 1950. Ha estat doblada al català.

## Argument
El corsari Jean Lafitte ha alliberat Nova Orleans i torna al mar per lliurar-se a actes de pirateria. Dona l'ordre de no inquietar cap vaixell americà, però un dels seus tinents viola la consigna pel seu compte, enfonsa un vaixell americà i Jean Lafitte és considerat com responsable i un dels seus pirates, penjat.
Belle Summers té la intenció d'esbrinar si Lafitte és culpable i mentre ella busca la veritat, el seu criat la traeix, destruint l'exèrcit americà el refugi central dels pirates. Lafitte i Belle escapen.

## Repartiment
- Paul Henreid: Jean Lafitte
- Jack Oakie: Sergent Dominique
- Karin Booth: Belle Summer
- Mary Anderson: Swallow
- Edgar Barrier: George Mareval
- John Dehner: Sergent Beluche
- Harry Cording: Cragg Brown
- Eugéne Borden: Capità Perez
- Jean Del Val: Sauvinet
- Pierre Watkin: El governador Clairborne
- Summer Getchell: Paul DeLorie
- Paul Marion: José Cabrillo
- Rusty Wescoatt: Coronel Parnell